# Artjom Jewgenjewitsch Makartschuk
Artjom Jewgenjewitsch Makartschuk (russisch Артём Евгеньевич Макарчук; * 9. November 1995 in Swetly) ist ein russischer Fußballspieler.

## Karriere

### Verein
Makartschuk begann seine Karriere bei Baltika Kaliningrad. Zur Saison 2015/16 rückte er in den Profikader von Baltika. Sein Debüt in der zweitklassigen Perwenstwo FNL gab er im Juli 2015 gegen Schinnik Jaroslawl. In seiner ersten Zweitligaspielzeit kam er zu 24 Einsätzen, in denen er drei Tore erzielte. In der Saison 2016/17 absolvierte er acht Spiele. Zur Saison 2017/18 wechselte er innerhalb der Liga zu Lutsch-Energija Wladiwostok. In Wladiwostok kam er insgesamt zu elf Einsätzen in der Perwenstwo FNL.
Nach einer Spielzeit im Fernen Osten wechselte er zur Saison 2018/19 zum Ligakonkurrenten FK Fakel Woronesch. Für Fakel kam er zu 32 Einsätzen in der zweiten Liga und machte dabei ein Tor. Nach einer Saison in Woronesch kehrte Makartschuk zur Saison 2019/20 nach Kaliningrad zurück. Dort kam er in der ersten Saison nach seiner Rückkehr bis zum COVID-bedingten Saisonabbruch zu 23 Einsätzen. In der Saison 2020/21 absolvierte er 30 Zweitligaspiele. In der Saison 2021/22 kam er bis zur Winterpause 24 Mal zum Einsatz.
Im Februar 2022 wechselte der Außenverteidiger zum Erstligisten FK Sotschi.

### Nationalmannschaft
Makartschuk debütierte im September 2022 in einem Testspiel gegen Kirgisistan für die russische A-Nationalmannschaft.